# Reprezentacja Czechosłowacji w skokach narciarskich
Reprezentacja Czechosłowacji w skokach narciarskich – dawna reprezentacja, grupa skoczków narciarskich wybrana do reprezentowania Czechosłowacji w międzynarodowych zawodach w skokach narciarskich.
Skoki narciarskie w Czechosłowacji miały bogatą tradycję. W 1925 w tamtejszych Jańskich Łaźniach odbyły się premierowe zawody skoków narciarskich, przeprowadzone w ramach pierwszych mistrzostw świata w narciarstwie klasycznym. W skokach reprezentanci gospodarzy wywalczyli dwa medale: złoty Willen Dick i brązowy František Wende. Po II wojnie światowej najbardziej utytułowanym czechosłowackim zawodnikiem był Jiří Raška, który m.in. wywalczył złoty i srebrny medal podczas Zimowych Igrzysk Olimpijskich w 1968 w Grenoble. Oprócz Willena Dicka spośród czechosłowackich zawodników tytuł mistrza świata zdobył też Jiří Parma (podczas imprezy w 1987 w Oberstdorfie). Czechosłowacy mają na koncie również tytuł mistrza świata w lotach – zwycięzcą zawodów w 1975 w Tauplitz został Karel Kodejška. Utytułowanym reprezentantem Czechosłowacji był także m.in. Pavel Ploc. Zdobył on m.in. srebrny medal ZIO w 1988 w Calgary. Od 1983 do 1984 był także rekordzistą świata w długości skoku narciarskiego (po locie na odległość 181 m w Harrachovie). Dwukrotnie stawał też na podium klasyfikacji Pucharu Świata (był 2. w sezonie 1987/1988 i 3. w sezonie 1983/1984). Ostatni seniorski występ drużynowy ekipa Czechosłowacji zaliczyła 8 lutego 1991 podczas Mistrzostw Świata na skoczni K-120 w Predazzo, zajmując 5. miejsce. 7 marca tego samego roku Czechosłowacja zdobyła drużynowe mistrzostwo świata juniorów.
Ostatnimi trenerami reprezentacji był (od 1989) duet szkoleniowców Luděk Matura i Ján Tánczos. Wcześniej kadrę prowadzili m.in. Jáchym Bulín (1970–1978) i Jiří Raška (który zastąpił go na stanowisku). W sezonie 1991/1992, w wyniku rozpadu Czechosłowacji na Czechy i Słowację, reprezentacja Czechosłowacji przestała istnieć, a zastąpiły ją reprezentacja Czech i reprezentacja Słowacji.